# Championnats d'Afrique de gymnastique artistique 2012
Navigation
Édition précédente Édition suivante
Les championnats d'Afrique de gymnastique artistique 2012 sont des championnats de gymnastique artistique qui se tiennent en 2012 et qui opposent des pays d'Afrique. Elles concernent les catégories seniors et juniors hommes et dames.

## Résultats

### Seniors hommes
| Épreuves                                         | Or                              | Argent                          | Bronze                          |
| ------------------------------------------------ | ------------------------------- | ------------------------------- | ------------------------------- |
| Concours général par équipes résultats détaillés | Égypte                          | Algérie                         | Maroc                           |
| Concours général individuel résultats détaillés  | Mohamed Sherif El Saharty (EGY) | Wajdi Bouallègue (TUN)          | Ashraf Nashaat (EGY)            |
| Sol résultats détaillés                          | Wajdi Bouallègue (TUN)          | Mohamed Sherif El Saharty (EGY) | Ashraf Nashaat (EGY)            |
| Cheval d'arçons résultats détaillés              | Walid Hacib (ALG)               | Sid Ali Ferdjani (ALG)          | Mohamed Sherif El Saharty (EGY) |
| Anneaux résultats détaillés                      | Ali Ramadhan Abulkassem (EGY)   | Wajdi Bouallègue (TUN)          | Walid Hacib (ALG)               |
| Saut de cheval résultats détaillés               | Wajdi Bouallègue (TUN)          | Mohamed Sherif El Saharty (EGY) | Tarek Hamdi Shalaby (EGY)       |
| Barres parallèles résultats détaillés            | Mohamed Sherif El Saharty (EGY) | Wajdi Bouallègue (TUN)          | Sid Ali Ferdjani (ALG)          |
| Barre fixe résultats détaillés                   | Tabo Mkandawire (RSA)           | Mohamed Sherif El Saharty (EGY) | Amine Airour (ALG)              |

#### Résultats détaillés

##### Concours général par équipes
| Rang               | Équipe         | Sol   | Cheval d'arçon | Anneaux | Saut  | Barres parallèles | Barre fixe | Total  |
| ------------------ | -------------- | ----- | -------------- | ------- | ----- | ----------------- | ---------- | ------ |
| Médaille d'or      | Égypte         | 41.45 | 40.50          | 42.05   | 45.20 | 40.85             | 39.45      | 249.50 |
| Médaille d'argent  | Algérie        | 40.35 | 42.45          | 36.00   | 43.70 | 40.80             | 38.55      | 241.85 |
| Médaille de bronze | Maroc          | 40.25 | 37.70          | 34.65   | 43.55 | 36.65             | 33.25      | 226.05 |
| 4                  | Afrique du Sud | 38.65 | 33.25          | 36.55   | 44.20 | 36.80             | 34.00      | 223.45 |
| 5                  | Tunisie        | 29.80 | 25.25          | 13.60   | 30.75 | 26.95             | 12.45      | 138.80 |
| 6                  | Zimbabwe       | 12.10 |                | 11.85   | 14.50 |                   | 9.95       | 48.40  |

##### Concours général individuel
| Rang               | Gymnaste                          | Sol   | Cheval d'arçon | Anneaux | Saut  | Barres parallèles | Barre fixe | Total |
| ------------------ | --------------------------------- | ----- | -------------- | ------- | ----- | ----------------- | ---------- | ----- |
| Médaille d'or      | Mohamed Sherif El Saharty Égypte  | 14.35 | 13.25          | 13.90   | 15.66 | 14.25             | 13.50      | 84.85 |
| Médaille d'argent  | Wajdi Bouallègue Tunisie          | 12.45 | 14.10          | 15.70   | 13.60 | 13.45             | 15.20      | 84.50 |
| Médaille de bronze | Ashraf Nashaat Égypte             | 13.10 | 13.05          | 15.15   | 13.55 | 13.10             | 14.20      | 82.15 |
| 4                  | Tarek Hamdi Shalaby Égypte        |       |                |         |       |                   |            | 81.15 |
| 5                  | Oualid Hacib Algérie              |       |                |         |       |                   |            | 80.05 |
| 6                  | Hellal Metidji Algérie            |       |                |         |       |                   |            | 80.25 |
| 7                  | Amine Airour Algérie              |       |                |         |       |                   |            | 78.55 |
| 8                  | Abderrazek Naceur Maroc           |       |                |         |       |                   |            | 76.10 |
| 9                  | Michael Makings Afrique du Sud    |       |                |         |       |                   |            | 74.90 |
| 10                 | Abdelkrim Satour Maroc            |       |                |         |       |                   |            | 71.90 |
| 11                 | Biyase Siphesihle Afrique du Sud  |       |                |         |       |                   |            | 71.30 |
| 12                 | Ngcongo Lindokuhle Afrique du Sud |       |                |         |       |                   |            | 69.70 |
| 13                 | Soufiane Bachar Maroc             |       |                |         |       |                   |            | 58.50 |
| 14                 | Haykel Bannouri Tunisie           |       |                |         |       |                   |            | 54.30 |
| 15                 | Islam Mohamed Shahine Égypte      |       |                |         |       |                   |            | 49.75 |
| 16                 | Tabo Mkandawire Afrique du Sud    |       |                |         |       |                   |            | 49.45 |
| 17                 | Kudzaishe Nyazvigo Zimbabwe       |       |                |         |       |                   |            | 48.40 |
| 18                 | Rachid Moussa Maroc               |       |                |         |       |                   |            | 47.60 |
| 19                 | Belkacem Tahi Algérie             |       |                |         |       |                   |            | 40.35 |
| 20                 | Othman Rezki Maroc                |       |                |         |       |                   |            | 39.95 |
| 21                 | Sid Ali Ferdjani Algérie          |       |                |         |       |                   |            | 26.90 |
| 22                 | Richard Dobson Afrique du Sud     |       |                |         |       |                   |            | 19.95 |
| 23                 | Ali Ramadhan Abu Al Kassem Égypte | -     | -              | 14.60   | -     | -                 | -          | 14.60 |

##### Sol
| Rang               | Gymnaste                         | Total  |
| ------------------ | -------------------------------- | ------ |
| Médaille d'or      | Wajdi Bouallègue Tunisie         | 15.000 |
| Médaille d'argent  | Mohamed Sherif El Saharty Égypte | 14.100 |
| Médaille de bronze | Ashraf Nashaat Égypte            | 13.800 |
| 4                  | Abderrazek Naceur Maroc          | 13.625 |
| 5                  | Abdelkrim Satour Maroc           | 13.575 |
| 6                  | Haykel Bannouri Tunisie          | 13.450 |
| 7                  | Tabo Mkandawire Afrique du Sud   | 13.325 |
| 8                  | Oualid Hacib Algérie             | 13.050 |

##### Cheval d'arçon
| Rang               | Gymnaste                         | Total  |
| ------------------ | -------------------------------- | ------ |
| Médaille d'or      | Oualid Hacib Algérie             | 14.525 |
| Médaille d'argent  | Sid Ali Ferdjani Algérie         | 14.350 |
| Médaille de bronze | Mohamed Sherif El Saharty Égypte | 13.975 |
| 4                  | Wajdi Bouallègue Tunisie         | 13.625 |
| 5                  | Abdelkrim Satour Maroc           | 13.375 |
| 6                  | Abderrazek Naceur Maroc          | 13.150 |
| 7                  | Tarek Hamdi Shalaby Égypte       | 12.950 |
| 8                  | Biyase Siphesihle Afrique du Sud | 12.325 |

##### Anneaux
| Rang               | Gymnaste                         | Total  |
| ------------------ | -------------------------------- | ------ |
| Médaille d'or      | Ali Ramadhan Aboulkassem Égypte  | 14.950 |
| Médaille d'argent  | Wajdi Bouallègue Tunisie         | 14.375 |
| Médaille de bronze | Oualid Hacib Algérie             | 14.025 |
| 4                  | Mohamed Sherif El Saharty Égypte | 13.950 |
| 5                  | Richard Dobson Afrique du Sud    | 13.650 |
| 6                  | Michael Makings Afrique du Sud   | 12.775 |
| 7                  | Rachid Moussa Maroc              | 12.475 |
| 8                  | Hellal Metidji Algérie           | 0      |

##### Saut de cheval
| Rang               | Gymnaste                          | Total  |
| ------------------ | --------------------------------- | ------ |
| Médaille d'or      | Wajdi Bouallègue Tunisie          | 15.150 |
| Médaille d'argent  | Mohamed Sherif El Saharty Égypte  | 15.038 |
| Médaille de bronze | Tarek Hamdi Shalaby Égypte        | 14.275 |
| 4                  | Othman Rezki Maroc                | 14.200 |
| 5                  | Haykel Bannouri Tunisie           | 14.013 |
| 6                  | Ngcongo Lindokuhle Afrique du Sud | 14.000 |
| 7                  | Kudzaishe Nyazvigo Zimbabwe       | 13.863 |
| 8                  | Tabo Mkandawire Afrique du Sud    | 16.63  |

##### Barres parallèles
| Rang               | Gymnaste                          | Total  |
| ------------------ | --------------------------------- | ------ |
| Médaille d'or      | Mohamed Sherif El Saharty Égypte  | 14.225 |
| Médaille d'argent  | Wajdi Bouallègue Tunisie          | 14.025 |
| Médaille de bronze | Sid Ali Ferdjani Algérie          | 13.825 |
| 4                  | Oualid Hacib Algérie              | 13.800 |
| 5                  | Ngcongo Lindokuhle Afrique du Sud | 13.550 |
| 5                  | Tarek Hamdi Shalaby Égypte        | 13.550 |
| 7                  | Abderrazek Naceur Maroc           | 12.750 |
| 8                  | Haykel Bannouri Tunisie           | 11.150 |

##### Barre fixe
| Rang               | Gymnaste                         | Total  |
| ------------------ | -------------------------------- | ------ |
| Médaille d'or      | Tabo Mkandawire Afrique du Sud   | 13.100 |
| Médaille d'argent  | Mohamed Sherif El Saharty Égypte | 12.825 |
| Médaille de bronze | Amine Airour Algérie             | 12.725 |
| 4                  | Ashraf Nachaat Égypte            | 12.500 |
| 5                  | Belkacem Tahi Algérie            | 12.100 |
| 6                  | Rachid Moussa Maroc              | 11.875 |
| 7                  | Biyase Siphesihle Afrique du Sud | 11.850 |
| 8                  | Wajdi Bouallègue Tunisie         | 0      |

### Juniors hommes
| Épreuves                                         | Or                            | Argent                        | Bronze                        |
| ------------------------------------------------ | ----------------------------- | ----------------------------- | ----------------------------- |
| Concours général par équipes résultats détaillés | Égypte                        | Algérie                       | Afrique du Sud                |
| Concours général individuel résultats détaillés  | Ahmed Ashraf Abdelaal Égypte  | Mohamed Aziz Trabelsi Tunisie | Mohamed Aouicha Algérie       |
| Sol résultats détaillés                          | Wissem Harzi Tunisie          | Mohamed Aziz Trabelsi Tunisie | Mohamed Bourguieg Algérie     |
| Cheval d'arçons résultats détaillés              | Mohamed Aouicha Algérie       | Wissem Harzi Tunisie          | Mohamed Aziz Trabelsi Tunisie |
| Anneaux résultats détaillés                      | Ahmed Magdy Mohamed Égypte    | Ahmed Ashraf Abdelaal Égypte  | Tiaan Grobler Afrique du Sud  |
| Saut de cheval résultats détaillés               | Machkour Naimi Algérie        | Mohamed Aziz Trabelsi Tunisie | Ahmed Ashraf Abdelaal Égypte  |
| Barres parallèles résultats détaillés            | Islam Abo Hamda Égypte        | Mohamed Reghib Algérie        | Ahmed Ashraf Abdelaal Égypte  |
| Barre fixe                                       | Mohamed Aziz Trabelsi Tunisie | Mohamed Reghib Algérie        | Wissem Harzi Tunisie          |

#### Résultats détaillés

##### Concours général par équipes
| Rang               | Pays           | Total  |
| ------------------ | -------------- | ------ |
| Médaille d'or      | Égypte         | 236.75 |
| Médaille d'argent  | Algérie        | 235.60 |
| Médaille de bronze | Afrique du Sud | 216.90 |
| 4                  | Maroc          | 196.25 |
| 5                  | Tunisie        | 153.20 |
| 6                  | Namibie        | 67.75  |

##### Concours général individuel
| Rang               | Gymnaste                            | Sol   | Cheval d'arçon | Anneaux | Saut  | Barres parallèles | Barre fixe | Total |
| ------------------ | ----------------------------------- | ----- | -------------- | ------- | ----- | ----------------- | ---------- | ----- |
| Médaille d'or      | Ahmed Ashraf Abdelaal Égypte        | 13.20 | 12.60          | 12.95   | 14.85 | 13.60             | 12.70      | 79.90 |
| Médaille d'argent  | Mohamed Aziz Trabelsi Tunisie       | 13.55 | 12.85          | 11.65   | 14.85 | 13.60             | 12.05      | 78.55 |
| Médaille de bronze | Mohamed Aouicha Algérie             | 13.20 | 13.15          | 112.75  | 14.00 | 13.45             | 12.00      | 78.50 |
| 4                  | Mohamed Bourguieg Algérie           |       |                |         |       |                   |            | 77.80 |
| 5                  | Wissem Harzi Tunisie                |       |                |         |       |                   |            | 74.65 |
| 6                  | Omar Ahmed Arida Égypte             |       |                |         |       |                   |            | 74.05 |
| 7                  | Tiaan Grobler Afrique du Sud        |       |                |         |       |                   |            | 72.35 |
| 8                  | Hamza Houssaini Maroc               |       |                |         |       |                   |            | 69.55 |
| 9                  | Morris Manganye Afrique du Sud      |       |                |         |       |                   |            | 69.15 |
| 10                 | Morihei Anderson Namibie            |       |                |         |       |                   |            | 66.75 |
| 11                 | Hamza Hajaji Maroc                  |       |                |         |       |                   |            | 66.15 |
| 12                 | Mohamed Reghib Algérie              |       |                |         |       |                   |            | 62.00 |
| 13                 | Dominic Seeber Afrique du Sud       |       |                |         |       |                   |            | 58.90 |
| 14                 | Islam Abo Hamda Égypte              |       |                |         |       |                   |            | 52.50 |
| 15                 | Machkour Naimi Algérie              |       |                |         |       |                   |            | 51.15 |
| 16                 | Mohamed Elhamy Ali Égypte           |       |                |         |       |                   |            | 50.60 |
| 17                 | Ahmed Magdy Mohamed Égypte          |       |                |         |       |                   |            | 50.40 |
| 18                 | Muhammad Khaalid Mia Afrique du Sud |       |                |         |       |                   |            | 46.10 |
| 19                 | Redouane Didi Maroc                 |       |                |         |       |                   |            | 42.25 |
| 20                 | Aymen Goutou Maroc                  |       |                |         |       |                   |            | 41.80 |
| 21                 | Mohamed Amine Yousfi Algérie        |       |                |         |       |                   |            | 37.20 |
| 22                 | Maram Dean Afrique du Sud           |       |                |         |       |                   |            | 26.55 |
| 23                 | Ayoub Naânaâ Maroc                  |       |                |         |       |                   |            | 23.50 |

##### Sol
| Rang               | Gymnaste                       | Total  |
| ------------------ | ------------------------------ | ------ |
| Médaille d'or      | Wissem Harzi Tunisie           | 13.700 |
| Médaille d'argent  | Mohamed Aziz Trabelsi Tunisie  | 13.675 |
| Médaille de bronze | Mohamed Bourguieg Algérie      | 13.375 |
| 4                  | Mohamed Elhamy Ali Égypte      | 13.350 |
| 5                  | Morris Manganye Afrique du Sud | 13.225 |
| 6                  | Islam Abo Hamda Égypte         | 12.825 |
| 7                  | Machkour Naimi Algérie         | 12.650 |
| 8                  | Aymen Goutou Maroc             | 11.675 |

##### Cheval d'arçon
| Rang               | Gymnaste                      | Total  |
| ------------------ | ----------------------------- | ------ |
| Médaille d'or      | Mohamed Aouicha Algérie       | 13.475 |
| Médaille d'argent  | Wissem Harzi Tunisie          | 13.275 |
| Médaille de bronze | Mohamed Aziz Trabelsi Tunisie | 13.225 |
| 4                  | Ahmed Ashraf Abdelaal Égypte  | 13.125 |
| 5                  | Ahmed Magdy Mohamed Égypte    | 12.000 |
| 6                  | Mohamed Amine Yousfi Algérie  | 10.975 |
| 7                  | Hamza Hajaji Maroc            | 10.575 |
| 8                  | Hamza Houssaini Maroc         | 9.550  |

##### Anneaux
| Rang               | Gymnaste                       | Total  |
| ------------------ | ------------------------------ | ------ |
| Médaille d'or      | Ahmed Magdy Mohamed Égypte     | 13.200 |
| Médaille d'argent  | Ahmed Ashraf Abdelaal Égypte   | 13.075 |
| Médaille de bronze | Tiaan Grobler Afrique du Sud   | 12.450 |
| 4                  | Mohamed Aouicha Algérie        | 12.050 |
| 5                  | Morris Manganye Afrique du Sud | 11.775 |
| 6                  | Mohamed Bourguieg Algérie      | 11.225 |
| 7                  | Hamza Houssaini Maroc          | 10.200 |
| 8                  | Morihei Anderson Namibie       | 8.825  |

##### Saut de cheval
| Rang               | Gymnaste                       | Total  |
| ------------------ | ------------------------------ | ------ |
| Médaille d'or      | Machkour Naimi Algérie         | 14.538 |
| Médaille d'argent  | Mohamed Aziz Trabelsi Tunisie  | 14.300 |
| Médaille de bronze | Ahmed Ashraf Abdelaal Égypte   | 14.275 |
| 4                  | Morris Manganye Afrique du Sud | 14.100 |
| 5                  | Mohamed Bourguieg Algérie      | 14.025 |
| 6                  | Tiaan Grobler Afrique du Sud   | 13.863 |
| 7                  | Islam Abu Hamda Égypte         | 13.775 |
| 8                  | Morihei Anderson Namibie       | 13.238 |

##### Barres parallèles
| Rang               | Gymnaste                       | Total  |
| ------------------ | ------------------------------ | ------ |
| Médaille d'or      | Islam Abu Hamda Égypte         | 13.300 |
| Médaille d'argent  | Mohamed Reghib Algérie         | 13.170 |
| Médaille de bronze | Ahmed Ashraf Abdelaal Égypte   | 12.800 |
| 4                  | Mohamed Aziz Trabelsi Tunisie  | 12.450 |
| 5                  | Morris Manganye Afrique du Sud | 12.270 |
| 6                  | Mohamed Aouicha Algérie        | 11.370 |
| 7                  | Dominic Seeber Afrique du Sud  | 10.670 |
| 8                  | Wissem Harzi Tunisie           | 10.300 |

### Seniors dames
| Épreuves                                         | Or                               | Argent                         | Bronze                        |
| ------------------------------------------------ | -------------------------------- | ------------------------------ | ----------------------------- |
| Concours général par équipes résultats détaillés | Égypte                           | Afrique du Sud                 | Maroc                         |
| Concours général individuel résultats détaillés  | Salma Mahmoud El Saied Égypte    | Kirsten Beckett Afrique du Sud | Nancy Mohamed Taman Égypte    |
| Sol résultats détaillés                          | Kirsten Beckett Afrique du Sud   | Nancy Mohamed Taman Égypte     | Sherine Ahmed El Zeiny Égypte |
| Poutre résultats détaillés                       | Kirsten Beckett Afrique du Sud   | Claudia Cummins Afrique du Sud | Salma Mahmoud El Saied Égypte |
| Saut de cheval résultats détaillés               | Fadoua Mohamed Abdellatif Égypte | Kirsten Beckett Afrique du Sud | Nancy Mohamed Taman Égypte    |
| Barres asymétriques résultats détaillés          | Salma Mahmoud El Saied Égypte    | Claudia Cummins Afrique du Sud | Suheila Sobhy Égypte          |

#### Résultats détaillés

##### Concours général par équipes
| Rang               | Pays                | Total  |
| ------------------ | ------------------- | ------ |
| Médaille d'or      | Égypte              | 153.65 |
| Médaille d'argent  | Afrique du Sud      | 150.20 |
| Médaille de bronze | Maroc               | 119.05 |
| 4                  | Tunisie             | 41.15  |
| 5                  | Algérie             | 41.00  |
| 6                  | République du Congo | 0      |

##### Concours général individuel
| Rang               | Gymnaste                           | Total |
| ------------------ | ---------------------------------- | ----- |
| Médaille d'or      | Salma Mahmoud El Saied Égypte      | 51.55 |
| Médaille d'argent  | Kirsten Beckett Afrique du Sud     | 51.30 |
| Médaille de bronze | Nancy Mohamed Taman Égypte         | 50.85 |
| 4                  | Claudia Cummins Afrique du Sud     | 50.35 |
| 5                  | Sherine Ahmed El Zeiny Égypte      | 50.15 |
| 6                  | Nicole Szabo Afrique du Sud        | 45.75 |
| 7                  | Lahna Salem Algérie                | 41.00 |
| 8                  | Chaimaa Aamami Maroc               | 37.85 |
| 9                  | Chaimaa Zemzami Maroc              | 37.55 |
| 10                 | Najwa Dassalm Maroc                | 36.40 |
| 11                 | Bianca Mann Afrique du Sud         | 33.60 |
| 12                 | Fadoua Mohamed Abdellatif Égypte   | 25.35 |
| 13                 | Oumaima Mouissi Tunisie            | 22.00 |
| 14                 | Chaimaa Salih Maroc                | 19.95 |
| 15                 | Faten Aouadi Tunisie               | 19.15 |
| 16                 | Dina Lazrak Maroc                  | 19.10 |
| 17                 | Jean-Mari Kellerman Afrique du Sud | 13.30 |
| 18                 | Suheila Sobhy Égypte               | 10.95 |
| 19                 | Listte Vouanza République du Congo | 0     |

##### Sol
| Rang               | Gymnaste                            | Total  |
| ------------------ | ----------------------------------- | ------ |
| Médaille d'or      | Kirsten Beckett Afrique du Sud      | 13.375 |
| Médaille d'argent  | Nancy Mohamed Taman Égypte          | 12.525 |
| Médaille de bronze | Sherine Ahmed El Zeiny Égypte       | 12.425 |
| 4                  | Chaimaa Zemzami Maroc               | 11.250 |
| 5                  | Claudia Cummins Afrique du Sud      | 11.125 |
| 6                  | Lahna Salem Algérie                 | 10.650 |
| 7                  | Najwa Dassalm Maroc                 | 9.650  |
| 8                  | Lisette Vouanza République du Congo | 0      |

##### Poutre
| Rang               | Gymnaste                       | Total  |
| ------------------ | ------------------------------ | ------ |
| Médaille d'or      | Kirsten Beckett Afrique du Sud | 12.250 |
| Médaille d'argent  | Claudia Cummins Afrique du Sud | 12.000 |
| Médaille de bronze | Salma Mahmoud El Saied Égypte  | 11.875 |
| 4                  | Sherine Ahmed El Zeiny Égypte  | 11.550 |
| 5                  | Faten Aouadi Tunisie           | 10.200 |
| 6                  | Oumaima Mouissi Tunisie        | 10.175 |
| 7                  | Najwa Dassalm Maroc            | 9.850  |
| 8                  | Chaimaa Zemzami Maroc          | 9.700  |

##### Saut de cheval
| Rang               | Gymnaste                           | Total  |
| ------------------ | ---------------------------------- | ------ |
| Médaille d'or      | Fadoua Mohamed Abdellatif Égypte   | 13.925 |
| Médaille d'argent  | Kirsten Beckett Afrique du Sud     | 13.675 |
| Médaille de bronze | Nancy Mohamed Taman Égypte         | 13.113 |
| 4                  | Chaimaa Zemzami Maroc              | 13.050 |
| 5                  | Najwa Dassalm Maroc                | 12.888 |
| 6                  | Lahna Salem Algérie                | 12.625 |
| 7                  | Jean-Mari Kellerman Afrique du Sud | 12.213 |
| 8                  | Oumaima Mouissi Tunisie            | 11.150 |

##### Barres asymétriques
| Rang               | Gymnaste                       | Total  |
| ------------------ | ------------------------------ | ------ |
| Médaille d'or      | Salma Mahmoud El Saied Égypte  | 12.675 |
| Médaille d'argent  | Claudia Cummins Afrique du Sud | 12.650 |
| Médaille de bronze | Suheila Sobhy Égypte           | 11.825 |
| 4                  | Nicole Szabo Afrique du Sud    | 10.650 |
| 5                  | Lahna Salem Algérie            | 9.425  |
| 6                  | Faten Aouadi Tunisie           | 9.325  |
| 7                  | Dina Lazrak Maroc              | 4.700  |
| 8                  | Chaimaa Aamami Maroc           | 3.100  |

### Juniors dames
| Épreuves                                        | Or                         | Argent                     | Bronze                        |
| ----------------------------------------------- | -------------------------- | -------------------------- | ----------------------------- |
| Concours général individuel résultats détaillés | Aya Mohamed Mahgoub Égypte | Rana Osama Elbialy Égypte  | Angela Maguire Afrique du Sud |
| Sol résultats détaillés                         | Rana Osama Elbialy Égypte  | Aya Mohamed Mahgoub Égypte | Rahma Mastouri Tunisie        |
| Poutre résultats détaillés                      | Aya Mohamed Mahgoub Égypte | Farida Walid Nassar Égypte | Tylah Lotter Afrique du Sud   |
| Saut de cheval résultats détaillés              | Aya Mohamed Mahgoub Égypte | Lili Miller Afrique du Sud | Rana Osama Elbialy Égypte     |
| Barres asymétriques                             | Rana Osama Elbialy Égypte  | Aya Mohamed Mahgoub Égypte | Jihène Yahyaoui Tunisie       |

#### Résultats détaillés

##### Concours général par équipes
| Rang               | Pays           | Total  |
| ------------------ | -------------- | ------ |
| Médaille d'or      | Égypte         | 146.40 |
| Médaille d'argent  | Afrique du Sud | 138.25 |
| Médaille de bronze | Algérie        | 117.90 |
| 4                  | Maroc          | 114.10 |
| 5                  | Tunisie        | 104.15 |
| 6                  | Namibie        | 64.65  |

##### Concours général individuel
| Rang               | Gymnaste                           | Total |
| ------------------ | ---------------------------------- | ----- |
| Médaille d'or      | Aya Mohamed Mahgoub Égypte         | 50.75 |
| Médaille d'argent  | Rana Osama Elbialy Égypte          | 48.60 |
| Médaille de bronze | Angela Maguire Afrique du Sud      | 45.75 |
| 4                  | Lili Miller Afrique du Sud         | 45.10 |
| 5                  | Farida Walid Nassar Égypte         | 44.65 |
| 6                  | Houda Eddachraoui Maroc            | 43.05 |
| 7                  | Nesrine Magroune Algérie           | 42.75 |
| 8                  | Rahma Mastouri Tunisie             | 42.25 |
| 9                  | Rania Benali Khoudja Algérie       | 40.25 |
| 10                 | Jihene Yahyaoui Tunisie            | 38.60 |
| 11                 | Samantha-Lee Gibbons Namibie       | 36.65 |
| 12                 | Fatima Zahra Bazhroud Maroc        | 35.95 |
| 13                 | Meriem Malak Menighed Algérie      | 34.90 |
| 14                 | Tylah Lotter Afrique du Sud        | 31.45 |
| 15                 | Danni Biewenga Namibie             | 28.00 |
| 16                 | Nadia Dassallem Maroc              | 24.70 |
| 17                 | Alessandra Thompson Afrique du Sud | 23.70 |
| 18                 | Nada Aymen Ibrahim Égypte          | 23.30 |
| 19                 | Oumaima Nasri Tunisie              | 23.20 |
| 20                 | Mammule Rankoe Afrique du Sud      | 21.50 |
| 21                 | Rawan Hazem Égypte                 | 20.80 |
| 22                 | Aabla Sadouk Maroc                 | 19.80 |
| 23                 | Oulia Rachdi Maroc                 | 15.20 |
| 24                 | Tyla Lieshti Namibie               | 0     |

##### Sol
| Rang               | Gymnaste                      | Total  |
| ------------------ | ----------------------------- | ------ |
| Médaille d'or      | Rana Osama Elbialy Égypte     | 12.925 |
| Médaille d'argent  | Aya Mohamed Mahgoub Égypte    | 12.850 |
| Médaille de bronze | Rahma Mastouri Tunisie        | 12.575 |
| 4                  | Angela Maguire Afrique du Sud | 12.300 |
| 5                  | Tylah Lotter Afrique du Sud   | 12.150 |
| 6                  | Jihene Yahyaoui Tunisie       | 10.400 |
| 7                  | Samantha-Lee Gibbons Namibie  | 9.550  |
| 8                  | Aabla Sadouk Maroc            | 9.075  |

##### Poutre
| Rang               | Gymnaste                      | Total  |
| ------------------ | ----------------------------- | ------ |
| Médaille d'or      | Aya Mohamed Mahgoub Égypte    | 12.250 |
| Médaille d'argent  | Farida Walid Nassar Égypte    | 12.125 |
| Médaille de bronze | Tylah Lotter Afrique du Sud   | 12.100 |
| 4                  | Rania Benali Khoudja Algérie  | 11.300 |
| 5                  | Mammule Rankoe Afrique du Sud | 10.300 |
| 6                  | Jihene Yahyaoui Tunisie       | 10.125 |
| 7                  | Oumaima Nasri Tunisie         | 9.650  |
| 8                  | Nesrine Magroune Algérie      | 0      |

##### Saut de cheval
| Rang               | Gymnaste                      | Total  |
| ------------------ | ----------------------------- | ------ |
| Médaille d'or      | Aya Mohamed Mahgoub Égypte    | 13.525 |
| Médaille d'argent  | Lili Miller Afrique du Sud    | 12.700 |
| Médaille de bronze | Rana Osama Elbialy Égypte     | 12.613 |
| 4                  | Houda Eddachraoui Maroc       | 12.338 |
| 5                  | Oumaima Nasri Tunisie         | 12.300 |
| 6                  | Angela Maguire Afrique du Sud | 12.113 |
| 7                  | Jihene Yahyaoui Tunisie       | 12.063 |
| 8                  | Nadia Dassallem Maroc         | 10.813 |

## Tableau des médailles
| Rang  | Nation         | Or | Argent | Bronze | Total |
| ----- | -------------- | -- | ------ | ------ | ----- |
| 1     | Égypte         | 18 | 9      | 12     | 39    |
| 2     | Tunisie        | 4  | 7      | 4      | 15    |
| 3     | Afrique du Sud | 3  | 7      | 4      | 14    |
| 3     | Algérie        | 3  | 5      | 6      | 14    |
| 3     | Maroc          | 0  | 0      | 2      | 2     |
| TOTAL | TOTAL          | 28 | 28     | 28     | 84    |